# Acrotriche lancifolia
Acrotriche lancifolia är en ljungväxtart som beskrevs av Hislop. Acrotriche lancifolia ingår i släktet Acrotriche och familjen ljungväxter. Inga underarter finns listade i Catalogue of Life.